# Brumer-Inseln
Die Brumer-Inseln sind eine Inselgruppe in der Korallensee. Politisch gehören sie zur Provinz Milne Bay im südöstlichen Bereich von Papua-Neuguinea. Die Inseln befinden sich vor der Südostküste von Neuguinea, 10 km vom Südkap entfernt.
Badila Bedda Bedda Bonarua (2,49 km²), auch West Brumer-Insel genannt, ist die westlichste Insel der Gruppe. Bonarua ist lang und schmal, die Insel erstreckt sich über 14 km von Nordost nach Südwest. Sie ist dicht mit Kokospalmen und anderen Bäumen bewaldet. Der Boden ist fruchtbar. Auf großen, umzäunten Feldern werden Bananen und Zuckerrohr angebaut. Auf der mit 120 m höchsten Erhebung im Westen der Insel befindet sich ein Leuchtfeuer. Harikoia, die zweitgrößte Insel (1,32 km²) liegt östlich von Badila Bedda Bedda Bonarua, sie ist bis zu 165 m hoch. Die anderen Inseln der Gruppe, darunter der Ahana Rock, befinden sich südöstlich von Harikoia.
Zum Zeitpunkt der Volkszählung 2000 betrug die Bevölkerung im einzigen Dorf Bonarua auf der Hauptinsel 160 Einwohner.

## Geschichte
Die ersten Europäer waren die Spanier der Expedition von Luís Vaz de Torres, die die Inseln im Sommer 1606 kartierten als Mira Como Vas (dt. „Schau wie du gehst.“).